# In het Spoor van
In het Spoor van was een 15-delige documentaire (docusoap), geproduceerd door Endemol en door SBS6 uitgezonden van juni t/m december 2004.
De serie volgt een aantal vaste personages, conducteurs, machinisten en onderhoudsmedewerkers van de NS, alsmede een aantal reizigers.
Zo probeerde men een tipje van de sluier op te lichten van wat er allemaal achter de schermen bij de NS gebeurt.